# 普喬夫扎河
59°21′17″N 31°53′27″E / 59.35472°N 31.89083°E
普喬夫扎河是俄羅斯的河流，屬於沃爾霍夫河的右支流，由諾夫哥羅德州和列寧格勒州負責管轄，河道全長157公里，流域面積約1,970平方公里，河水主要來自融雪，每年十一月至翌年四月結冰。